# Гейденрейх, Михал
Михал Ян Гейденрейх псевдоним «Крук» (Ворон) (пол. Michał Heidenreich, Heydenreich,  "Kruk"; 19 сентября 1831, Варшава — 9 апреля 1886, Львов) — польский генерал, повстанец.

## Биография
Сын ополяченного немца и француженки. Выпускник Академии Генерального штаба в Санкт-Петербурге. Был членом тайного кружка польских офицеров, созданного Сигизмундом Сераковским. С 1862 в Царстве Польском.
Во время Январского восстания в чине полковника военный начальник Люблинского и Селецкого воеводств. 24 июля 1863 потерпел поражение при Каниволе, но 4 августа одержал победу при Хруслине и 8 августа — в бою под Жиржином, после чего 22 августа был произведён в генералы. Разбитый наголову при Файславицах 24 августа, ушёл на юг. Разбит при Порыцке 1 ноября и при Коцке 25 декабря 1863.
Жил в эмиграции во Франции и Великобритании, принимал участие во Франко-прусской войне (1870—1871).
С 1872 года проживал во Львове, где умер и похоронен на Лычаковском кладбище.